# Éditions de Ta Mère
 (mars 2025).
Les Éditions de Ta Mère est une maison d'édition francophone fondée à Montréal en 2005 par Rachel Sansregret, Guillaume Cloutier et Maxime Raymond.  
L'équipe est maintenant constiuée de Maxime Raymond (directeur général) , Rachel Sansregret (infographiste senior), Maude Nepveu-Villeneuve (directrice de production), Benoit Tardif (directeur artistique) et Marie-Claude Pouliot (adjointe éditoriale et communications). 
Les Éditions de Ta Mère sont spécialisées dans la fiction sous toutes ses formes. Elles ont aussi inauguré en 2014 une collection d'essais en collaboration avec la revue en ligne Pop-en-stock.  Ses livres sont distribués au Canada ( par le système de distribution Dimedia), ainsi qu'en France et font beaucoup rire. 

## Publications
- Le prince, Olivier Morin et Guillaume Tremblay
- La mouette, Anton Tchekhov (adapté par Guillaume Corbeil)
- La mère des larves, Maude Jarry
- Les cennes noires, Akena Okoko
- Terrain glissant, François ruel-Côté
- Tous les détails, Carl Bessette
- Une vie bien dormie, Timothée-William Lapointe
- Fanny, Rébecca Déraspe
- Whitehorse, Samuel Cantin, Guillaume Laurin et Sébastien Tessier.
- Proust au gym, Anthony Lacroix
- Une convergence de solitudes, Anita Anand (traduction Daniel Grenier)
- Noël à hochelag, Audrey Hébert
- Tricératopcanon, Baron Marc-Andrée Lévesque
- Cariacou, Olivier Lussier
- Wollstonecraft, Sarah Berthiaume
- Vous êtes animal, Jean-Philippe Baril Guérard
- Les glaces, Rébecca Déraspe
- Agamemnon in the ring, Hilaire St-Laurent
- Hochelagurls, Audrey Hébert
- La constance d'Ichiro, Andrew forbes
- Sur le divan, François Ruel-Côté
- Sauf quand je suis un arena, Frédérique Marseille
- Manipuler avec soin, Carolanne Foucher
- Que ceux qui m'aiment me sauvent, Alexandre Dostie
- Couchés en étoile dans la combustion lente des jours, Sophie Jeukens
- Les rois du silence, Olivier Niquet
- Submersible, Carolanne Foucher
- Nous nous sommes tant aimés, Simon Boulerice
- Géolocaliser l'amour, Simon Boulerice
- Il est strictement défendu de boire en studio, Alexandre fontaine Rousseau
- Après Céleste, Maude Nepveu-Villeneuve
- Dis merci, Camille Paré-Poirier
- Haute démolition, Jean-Philippe Baril Guérard
- Combattre le why-why, Rébecca Déraspe
- J'attends l'autobus, Alexandre Castonguay
- Moi et ma fascination de moi, Stéphane Girard
- Vrai parler : conversations avec le rap québécois, réunies par Jason Savard
- Xénomorphe : Alien ou la mutation d'une franchise, Megan Bédard
- Terres et forêts, Andrew Forbes
- Verdunland, Timothée-William Lapointe et Baron Marc-André Lévesque
- Le clone est triste, Olivier Morin et Guillaume Tremblay
- Deux et demie, Carolanne Foucher
- Ceci n'est pas une histoire de dragons (nouvelle édition), Mathieu Handfield
- Sainte-Foy, Akena Okoko
- La lutte, Mathieu Poulin
- Carnet de parc, Véronique Grenier
- Ta maison brûle, Simon Boulerice
- Si j'étais un motel j'afficherais jamais complet, Maude Jarry
- Les Secrets de la Vérité, Olivier Morin et Guillaume Tremblay
- Fille d'intérieur, Frankie Barnet
- Partir de rien (nouvelle édition), Maude Nepveu-Villeneuve
- Poétique du mixtape, Stéphane Girard
- Vieille école, Alexandre Fontaine Rousseau et Cathon
- Manuel de la vie sauvage, Jean-Philippe Baril Guérard
- Nyotaimori, Sarah Berthiaume
- Dimanche, Jérôme Baril
- Alice marche sur Fabrice, Rosalie Roy-Boucher
- La singularité est proche, Jean-Philippe Baril Guérard
- Un Noël cathodique, la magie de Ciné-Cadeau déballé, Collectif
- Antioche, Sarah Berthiaume
- De l'utilité de l'ennui, Andrew Forbes
- Juicy, Mélodie Nelson
- Chenous, Véronique Grenier
- Musiques du diable et autres bruits bénéfiques, Alexandre Fontaine Rousseau et Vincent Giard
- Petite Laine, Amélie Panneton
- Royal, Jean-Philippe Baril Guérard
- Le Crépuscule des superhéros, collectif
- Des nouvelles nouvelles de ta mère, collectif
- À la fin ils ont dit à tout le monde d'aller se rhabiller, Laurence Leduc-Primeau
- Épopée nord, Olivier Morin et Guillaume Tremblay
- Hiroshimoi, Véronique Grenier
- Des explosions, Mathieu Poulin
- La Remontée, Maude Nepveu-Villeneuve
- Des nouvelles de ta mère, Collectif
- Les filles aussi jouent de l'air guitar, Hélène Laurin
- L'Assassinat du président, Olivier Morin et Guillaume Tremblay
- Igor Grabonstine et le Shining, Mathieu Handfield
- Sports et Divertissements, Jean-Philippe Baril Guérard
- YouTube Théorie, Antonio Dominguez Leiva (collection Pop-en-stock)
- Séries Télé - Saison un, Collectif (collection Pop-en-stock)
- Albert Théière, Matthieu Goyer[4]
- Clotaire Rapaille - L'opéra rock, Olivier Morin, Guillaume Tremblay, Navet Confit
- Les Fausses Couches, Steph Rivard[5]
- Maison des jeunes, Collectif
- Villes mortes, Sarah Berthiaume[6]
- Toutes mes solitudes, Marie-Christine Lemieux-Couture[7]
- Danser a capella, Simon Boulerice
- Maison de vieux, Collectif[8]
- Ménageries, Jean-Philippe Baril Guérard[9]
- Les Cicatrisés de Saint-Sauvignac, Sarah Berthiaume, Mathieu Handfield, Jean-Philippe Baril Guérard, Simon Boulerice
- M.I.C.H.E.L. T.R.E.M.B.L.A.Y., Orson Spencer[10]
- Partir de rien, Maude Nepveu-Villeneuve
- Un monstre, Christophe Géradon
- Ceci n'est pas une histoire de dragons, Mathieu Handfield
- Sens uniques, Gautier Langevin
- Événements miteux, Frédéric Dumont
- Vers l'Est, Mathieu Handfield
- Le Livre noir de ta mère, Collectif
- Plusieurs excuses, Stéphane Ranger
- Les plus belles filles lisent du Asimov, Simon Charles